# Gobernación de Rusia Menor
La gobernación de Rusia Menor (en ruso: Малороссийская губерния, Malorossíyskaia gubernia) era una división administrativa del Imperio ruso, en lo que hoy es el noreste de Ucrania, fue la entidad política que sucedió al Hetmanato de la Orilla Izquierda del Río Dniéper. Existió de 1764 a 1781 y luego de 1796 a 1802.

## Primera Gobernación
La gobernación de Rusia Menor (o Pequeña Rusia) fue creada en 1764 a partir de territorios del antiguo Hetmanato cosaco y fue organizada en 10 regimientos (полк, polk). La capital fue inicialmente Glújov, después Kozeléts y finalmente Kiev a partir de 1775.
En 1781, la gobernación fue suprimida y reemplazada por tres virreinatos (naméstnichestvo): Nóvgorod-Síverski, Chernígov y Kiev.

## Segunda Gobernación
En 1796, la Gobernación de Rusia Menor fue recreada a partir de los por tres virreinatos resultantes de la extinción de la antigua Gobernación de Rusia Menor, abolida en 1781. A esta nueva entidad política se anexionaron: el antiguo Regimiento de Poltava y la ciudad de Kremenchuk, con las ciudades y pueblos del antiguo regimiento de Mýrhorod, que Formaban parte de la Gobernación de Yekaterinoslav, pero la ciudad de Kiev estaba separada, "con un círculo, según su posición más allá del río Dniéper". Chernígov era la capital de la Gobernación.
La Gobernación se dividió en 20 condados: Chernígov, Kozelets, Pereyáslav, Piriatin, Zolotonosha, Jorol, Kremenchuk, Poltava, Zinkiv, Haidach, Lubní, Romny, Pryluky, Nizhyn, Sosnitsa, Konotop, Hlújiv, Nóvgorod-Síverski, Starodub y Mglin.
La restauración de la Gobernación de Rusia Menor estuvo relacionada con la restauración de las cortes general, zemstvo y subcomoriana en la Rusia Menor el Zar Pablo I.
En 1802, la Gobernación se dividió en dos Gobernaciónes: Chernigov y Poltava. Por encima de estas Gobernaciónes estaba el Gobernador General de la Pequeña Rusia, que, a partir de 1835, también gobernó la Gobernación de Járkov.